# PGC 46246
LEDA/PGC 46246 ist eine Spiralgalaxie vom Hubble-Typ Sb im Sternbild Hydra südlich der Ekliptik. Sie ist schätzungsweise 79 Millionen Lichtjahre von der Milchstraße entfernt und bildet gemeinsam mit neun weiteren Galaxien die NGC 5061-Gruppe (LGG 341).
Im selben Himmelsareal befinden sich u. a. die Galaxien NGC 5061, NGC 5085, IC 4231. 